# اتحاد البورصات الأوروبية الآسيوية
اتحاد البورصات الأوروبية الآسيوية (FEAS) هو منظمة دولية غير ربحية تضم البورصات الرئيسية في أوروبا الشرقية والشرق الأوسط وآسيا الوسطى. يهدف هذا الاتحاد إلى التعاون بين أسواق الأوراق المالية ورفع قدرتها على النمو وتعزيز أسواق رأس المال في أوراسيا.
تأسس الاتحاد في 16 مايو 1995 بمشاركة 12 عضواً مؤسساً في مدينة إسطنبول في تركيا، وعلى الرغم من أن العضوية في الاتحاد مفتوحة للأسواق الدولية إلا أن الاتحاد لا يضمّ إلا 30 عضوًا من بينها بورصات الأوراق المالية ومؤسسات ما بعد التداول وجمعيات التجار والاتحادات الإقليمية في 29 دولة. هذا ويقع المقر الرئيسي للاتحاد في العاصمة الأرمينية يريفان.

## الأعضاء

### العضوية الكاملة
المؤسسات صاحبة العضوية الكاملة في الإتحاد:
- أرمينيا – بورصة الأوراق المالية الأرمينية والمركز المركزي لحفظ الأوراق المالية في أرمينيا
- بيلاروس – بورصة الأوراق المالية والعملات البيلاروسية
- قبرص – بورصة قبرص
- مصر – البورصة المصرية ومصر للمقاصة المركزية والإيداع والقيد
- اليونان – بورصة أثينا
- إيران – بورصة فارا الإيراني وبورصة طهران
- العراق – بورصة العراق
- الأردن – بورصة عمان
- كازاخستان – بورصة أستانا الدولية وبورصة كازاخستان
- مقدونيا الشمالية – بورصة مقدونيا
- عمان – بورصة مسقط
- فلسطين – بورصة فلسطين
- رومانيا – بورصة بوخارست
- سوريا – بورصة دمشق للأوراق المالية
- أوزبكستان – بورصة طشقند وبورصة السلع الأوزبكية

### الأعضاء المنتسبون
الأعضاء المنتسبون لاتحاد البورصات الأوروبية الآسيوية ويشملون:
- كندا – بلوكستيشن
- الاتحاد الأوروبي البنك الأوروبي لإعادة الإعمار والتنمية
- جورجيا – ديفيكسبيرتس
- إيران – مركز إيداع الأوراق المالية في إيران وجمعية وسطاء بورصة الأوراق المالية الإيرانية، و شركة طهران لإدارة التكنولوجيا
- الأردن – مركز إيداع الأوراق المالية في الأردن
- النرويج – بايماركيتس
- عُمان – مركز مسقط للتسوية والإيداع
- المملكة المتحدة – بيرسيفال

### الأعضاء المراقبون
الأعضاء المراقبون في اتحاد البورصات الأوروبية الآسيوية، هم:
- أستراليا – بورصة سيدني
- البوسنة والهرسك – بورصة بانيا لوكا
- الصين – بورصة آسيا وأوروبا
- جورجيا – بورصة جورجيا
- إيران – بورصة إيران التجارية
- مولدوفا – بورصة مولدوفا
- مقدونيا – مستودع الأوراق المالية المركزي في مقدونيا
- إسكتلندا – مشروع بلاكثورن
- صربيا – بورصة بلغراد
- سويسرا – سويس كوانت
- طاجيكستان – بورصة آسيا الوسطى

### الأعضاء المراقبون السابقون
- إسكتلندا – بورصة سكوت المحدودة (تم حلها في عام 2019)

### الشراكات
يحتفظ اتحاد البورصات الأوروبية الآسيوية أيضًا باتفاقيات شراكة مختلفة مع العديد من المؤسسات المالية، بما في ذلك:
- كينيا – رابطة البورصات الأفريقية
- لبنان – الاتحاد العربي لأسواق رأس المال
- المجر – رابطة أسواق العقود الآجلة
- بلجيكا – رابطة وكالات الترقيم الوطنية
- الأمم المتحدة – مبادرة البورصات المستدامة

## أنظر أيضاً
- البنوك المركزية والعملات الأوروبية
- قائمة البورصات الأوروبية
- قائمة البورصات في العالم
- قائمة البورصات الآسيوية